# Emieten
Emieten (Hebreeuws: אֵמִים) was de Moabitische naam voor een van de stammen van Refaïm. Zij worden in Deuteronomium 2 beschreven als een machtig en talrijk volk met een welvarend koninkrijk. Ze werden door de Moabieten verslagen, die vervolgens ook hun land innamen. De Emieten worden eveneens in Genesis 14:5 aangehaald en volgens Rasji wordt hun naam met “de gevreesden” vertaald, het enkelvoud Ema/Emma (Hebreeuw: אימה) betekent horror of terreur.

De Emieten woonden er vroeger in, een groot en talrijk volk, even lang als de Enakieten. Zij werden ook tot de Refaïeten gerekend, evenals de Enakieten, maar de Moabieten noemden hen Emieten.
— Deuteronomium 2:10-11